# 1949年宁夏战役
1949年宁夏战役，是指於1949年9月，中国人民解放军第一野战军所属第19兵团和西北军区部队一部对驻守寧夏省的中華民國國軍之间的战役。解放军最终攻克省会银川市，并且占领整个宁夏省，马家军全军覆灭。

## 背景
1949年7月中旬扶郿战役结束后，宁马、青马部队从彬县一带后撤，部署防线抵抗解放军进攻甘肃、宁夏：
- 陇东兵团：由马鸿逵部、马鸿宾部组成，原定部署在平凉一带正面对抗解放军第十九兵团。马鸿逵下令撤到固原，让开了西兰公路。
- 陇南兵团：由马步芳部组成，部署在静宁、通渭、华家岭，对抗解放军第二兵团。
- 胡宗南系一部，包括第一二七军、第一一九军、第一二〇军，部署在天水、秦安，对抗解放军第一兵团、第六十二军。

至1949年8月底，经历陕中战役、兰州战役后，中华民国国军西北军政长官公署代长官马步芳所部主力覆灭。靠近甘肃准备支援兰州的“援兰兵团”撤至中宁、中卫、金积、灵武、吴忠地区。
9月1日，蒋介石发来电报，叫西北司令长官公署副长官马鸿逵立即飞赴重庆，商谈坚守宁夏或南撤四川大计。临行前，马鸿逵授意马敦静以宁夏省政府主席的身份发布斥和布告，完全拒绝了和平解决宁夏问题的呼吁；并令马敦静在吴忠堡召开军事会议，决定破坏青铜峡公路，占领牛头山阵地，必要时炸掉大坝，“水淹后套”；命令第一二八军军长卢忠良率部把下马关的解放军陕北地方部队——西北军区独立一师、西北军区独立二师搞掉，争取打赢共产党一次，好讲条件。
副长官马鸿逵从重庆逃往香港。其子马敦静指挥宁夏兵团（辖第128、第11军及贺兰军）及第81军等共7万余人的兵力，依托黄河，分别在同心、靖远、景泰、中卫、中宁、金积、灵武组成三道防线，阻止解放军北上。同时，第一野战军决定以第19兵团并指挥西北军区独立第1、第2师进军宁夏。

## 战斗序列

### 进攻方：中国人民解放军
- 第一野战军
  - 第19兵团，司令员杨得志，政委李志民，副司令员兼参谋长耿飚、副政委兼政治部主任潘自力辖：
    - 解放军第63军，军长郑维山，政委王宗槐
    - 解放军第64军，军长曾思玉，政委王昭，副军长唐子安，副政委傅崇碧
      - 第190师，师长陈信忠，政治委员边疆
      - 第191师，师长谢正荣，政治委员陈宜贵 副师长孙树峰
      - 第192师，师长马卫华，政治委员王海廷

    - 解放军第65军，军长邱蔚，政委王道邦
- 中国人民解放军西北军区
  - 西北军区独立第一师
  - 西北军区独立第二师：1949年6月在榆林和平解放的国民革命军第二十二军第86师改编。只有2200人、700条枪、3门迫击炮。
  - 回民骑兵团

### 防御方：中华民国国军
- 中华民国国军西北军政长官公署副司令长官马鸿宾；
  - 第八十一军马惇靖，约1.6万人
- 宁夏兵团（宁马、马家军）兵团司令马敦静，约6万人
  - 国军第一二八军，军长卢忠良
  - 国军第十一军，军长马光宗
    - 国军第168师，马光宗兼任师长
    - 国军第189师，师长马世俊
    - 宁夏保安第四师，师长马全忠
    - 国军第35师，师长马奠邦
    - 国军第294师，师长马绍翰
    - 国军第358师，师长马明德

  - 贺兰军，军长马全良，副军长王伯祥，参谋长郑毅民）
    - 第257师，师长马英才
    - 保安第一师，师长王有禄
    - 保安第三师，师长马义忠

  - 骑兵第十师，师长马敦厚

## 经过
黄罗斌率领的陕北地方部队——西北军区独立第一师、西北军区独立第二师，8月30日进驻下马关地区以后，归属解放军第六十四军指挥。独立一师、独立二师的任务是待第六十四军主力进攻中宁时，由下马关攻取韦州，之后配合六十四军向银川纵深进攻。
9月5日和9月8日，第19兵团司令员杨得志、政治委员李志民指挥所部解放军第63、第65军先后自兰州出发。
9月8日，卢忠良从银川赶到灵武，亲率第一二八军的5个步兵团和2个骑兵团，加上宁夏兵团直属炮兵团，共2万多人奔袭下马关。9月10日拂晓，卢忠良部从韦州悄悄进入下马关，以一个团的兵力牵制城内的独立一师，一个团当预备队，其余五个团向城东南的独立二师展开攻击，战斗持续到上午10时左右，独立二师被打垮，200多人被俘。下马关东面的陈儿庄，独立一师的1个营被马家军1个团包围。卢忠良继以3个团围攻陈儿庄，4个团包围下马关城内独立一师主力。解放军第六十四军第191师副师长孙树峰率领第571团朝下马关急进增援，进至车路沟南地带时后尾辎重队遭到伏击，孙树峰留下第二营教导员关计带1个连回头解围。9月11日下午第571团经一昼夜急行军至车路沟的黑王岔地区遇到突围的西北独立一师师长黄罗斌。9月12日，第571团和独立一师余部合兵反攻下马关，但卢忠良已经韦州撤回了灵武。解放军在下马关休息两天后，9月15日冒雨向韦州进发，韦州守军骑37团弃城退惠安堡。。
9月14日，解放军攻克靖远、同心、中宁等县。9月15日，国军景泰守军新编骑兵第15旅变节。
9月19日，国军西北军政副长官马鸿宾与其子、第81军军长马惇靖起义，中卫、中宁全境解放。同日，解放军第64军进攻金积、灵武等城镇。9月19日夜，马敦静飞重庆，宁夏兵团失去指挥，贺兰军和第11、第128军相继溃散。贺兰军军长马全良、第一二八军军长卢忠良等秘密在永宁仁存渡口开会，一致商定由马全良领衔向解放军通电求和。但求和通电发出后，在金积、灵武的第一二八军军部仍下令顽抗，并掘开汉渠，淹没1.4万余亩稻田，冲毁民宅600余间。
9月21日，国军三道防线被全部摧毁。
9月23日下午2时，马全良、卢忠良、马廷秀、马光天等28名宁夏军政高级人物在中宁县城与解放军第十九兵团司令员杨得志、政委李志民签署《和平解决宁夏问题之协议》，标志着宁夏省宣告和平解放。当日，宁夏兵团全面溃散，形势骤变。银川驻防部队士兵全部溃乱，社会治安极为混乱。一些溃散官兵公开鸣枪，恣意闹事，公然抢劫民宅、店铺和武器仓库，银川郊区火药库也被人引爆。马鸿宾急电彭德怀请求派兵进驻银川，维护社会秩序。解放军第十九兵团改变了原拟于25日入驻银川的计划，解放军第十九兵团第六十四军第191师第572团的2个营，奉命组织先遣队，由副师长孙树峰、团长张怀瑞率领，冒着大雨，晚9时许在黄河仁存渡口（距永宁县仁存乡政府5公里处，今灵武梧桐树乡杨洪桥西侧与永宁县李俊镇雷台村东侧）分批乘一条大木船渡河。马鸿宾派来银川军政各界代表也来到河边，开来几十辆卡车和小汽车。解放军先遣队连夜乘车前往银川接防，当夜23时进抵市区，迅速占领四个城门、鼓楼、玉皇阁等制高点，同时，占领了马鸿逵的公馆——将军第，在全城各交通要道、要害部门布岗设哨，接收了武器弹药库、炮兵阵地，并迅速控制了西郊机场。9月24日，解放军六十四军军部率第191师通过仁存渡口渡过黄河进驻银川。9月25日，解放军大部队陆续进城。
1949年9月26日第十九兵团司令员杨得志、政委李志民、副司令员兼参谋长耿飚、副政委兼政治部主任潘自力等随同部队进驻银川。成立了中国人民解放军银川市军事管制委员会，主任杨得志，副主任马鸿宾、朱敏、曹又参。10月7日解放军第十九兵团举行了声势浩大的银川入城仪式。